# Mach (nucleu)
Mach (/mɑːk/) este un nucleu dezvoltat la Universitatea Carnegie Mellon de Richard Rashid și Avie Tevanian pentru a suporta cercetarea sistemelor de operare, în primul rând  calculul distribuit și paralel. Mach deseori e menționat ca unul din primele exemple de micronucleu. Deși, nu toate versiunile  Mach sunt micronuclee. Derivatele Mach sunt baza nucleelor sistemelor de operare  în GNU Hurd și nucleului XNU  de către Apple utilizat în macOS și iOS.